# Monte Spino
Il Monte Spino, detto comunemente Spì, è una montagna delle Prealpi Bresciane e Gardesane alta 1.513 m.l.m. Situato tra il territorio comunale di Vobarno e di Toscolano Maderno precisamente tra il Passo della Fobbiola, Passo dello Spino e Passo Buco del Gatto.

## Geografia fisica
Scrive l'alpinista Fausto Camerini: "Sulla tavoletta IGM sono indicate due cime, la S 1513 m e la Anticima N 1486 m mentre sulla carta 1:50.000 è indicata solo la cima minore. Ben visibile e riconoscibile dalla pianura, presenta un roccioso versante N con calcarei pilastri rocciosi non ancora saliti, solcato da un profondo canalone. A S digrada invece con ripidi pendii prevalentemente erbosi detti Costa Mandria, probabilmente per il fatto che vi salivano a pascolare le vacche. La cresta SW, aspra e accidentata, va a saldarsi con quella delle Marmere e costituisce il confine del Parco Alto Garda Bresciano mentre un'altra cresta, detta del Forseul, si tende a E. Tra le sue balze nidificano alcune poiane mentre tra pro- i boschi che ne circondano i fianchi si possono incontrare i caprioli. Tra le rocce dei suoi fianchi si trovano numerose grotte, esplorate dal Gruppo Grotte Brescia, tra cui la Grotta delle Farfalle, la Grotta dell'Uovo, l'Orso Spino, l'Abisso Spino che è la terza grotta per lunghezza del territorio bresciano. Non risultava sulla carta topografica della Provincia di Brescia del 1826 che riportava invece un M. Coda della Volpe, legge mente più a S. Successivamente, sulle carte del Regno Lombardo-Veneto del 1833 e del Regno d'Italia, era indicato come M. Le Spina con una evidente storpiatura del dialetto locale (L'Espi che in italiano significa Spino); dalla pianura il monte si presenta infatti come una grossa pianta".

## Origine del nome
Il toponimo deriverebbe, secondo alcuni dalle piante spinose presenti sul monte o dalla sua forma a forma arbustiva così come altre località omonime presenti nel territorio bresciano o il monte Spino (mont Spen) mella frazione del comune di Mondaino.

## Storia

### 1943, l'aviolancio a Vesta di Cima e le operazioni di recupero
Instaurata la Repubblica Sociale Italiana di Benito Mussolini nel nord Italia nel settembre del 1943, già l’8 dicembre avvenne uno dei primi lanci aerei alleati a sostegno delle forze partigiane delle Brigate Fiamme Verdi operanti nell'entroterra gardesano.
Difatti alla fine di ottobre il CLN di Brescia gestì i contatti con gli alleati e dalla fine di novembre i gruppi partigiani coordinati da Giacomo Perlasca erano in attesa dell'invio delle prime armi in Valle Sabbia. Inizialmente venne individuato un campo a Vesta di Cima tra il monte Vesta e il monte Pallotto, nel comune di Gargnano, presso la malga Salvadori di Bollone in Valvestino dove lanciare i rifornimenti e fu valutato “scomodo perché distante, ma abbastanza sicuro ed esteso”. Il lancio sembrava imminente già agli inizi di novembre, infatti alcuni uomini partirono da Nozza, Lavenone, Idro e Anfo per raggiungere il campo a Vesta di Cima. Una volta arrivati sul posto, questi gruppi rimasero ad aspettare per quindici giorni ma il volo fu rimandato diverse volte a causa del maltempo. Il campo rimase controllato fino al 28 novembre, dopodiché i gruppi dovettero allontanarsi a causa di una notizia di rastrellamento della Feldgendarmerie che in effetti sarebbe avvenuto il giorno successivo. L'8 dicembre, alle ore 19, "un aereo a bassa quota sorvola e gira per due volte da Vobarno a Degagna e al secondo la sua direzione è fra Gardoncello e Degagna. Il lancio doveva riuscire alla perfezione se non fosse stato sganciato qualche attimo prima, ingannati [gli aviatori] dal fuoco di carbonai situati fra Prato della Noce e Campiglio.
Il materiale cadde erroneamente lungo la valletta che dalla Degagna conduce a Campiglio e secondo Giorgio Bocca fu "l'unico lancio, sulle montagne della Lombardia, a titolo sperimentale, con armi e vestiario per trenta uomini". Si trattava di circa 20 quintali di materiale vario dei quali prontamente se ne impossessarono i montanari che nascosero, escluse le armi, nelle loro case e nei fienili ad uso proprio. Nei giorni seguenti l'equipaggiamento non poté essere recuperato dai partigiani data la reticenza della popolazione locale e solamente di fronte alla minaccia di fucilare qualcuno, donne e bambini cominciarono a collaborare indicando i luoghi dove trovare le armi ed il resto del rifornimento. Recuperata ogni cosa, il tutto fu trasportato e sistemato per essere avviato in un sicuro nascondiglio sul monte Spino. Nei primi di gennaio del 1944 un gruppo di partigiani delle "Fiamme Verdi" di Sabbio Chiese si recò in quella località per ritirare una parte delle armi e trasportarle in Val Trompia, ma la ricerca del materiale suscitò non poche resistenze tra i montanari, alcuni dei quali denunciarono ai Carabinieri le azioni di recupero da parte degli stessi, suscitando nel contempo anche l’interesse dei fascisti ed in particolare della “banda di Ferruccio Sorlini” delle Brigate Nere, al servizio dell'Ufficio Politico (UPI) della Questura di Brescia. Così il 13 gennaio nell’ambito di un rastrellamento che interessò la Val Trompia e la Valle Sabbia dall’11 al 16, una pattuglia di sei militi forestali catturò nella cascina di monte Spino i cinque partigiani incaricati di sorvegliare il nascondiglio della armi. In quell’occasione, furono sequestrate una trentina di bombe a mano, denaro e documenti che avrebbero dovuto comprovare la loro partecipazione alla Resistenza, oltre che, probabilmente, degli elenchi di nomi che avrebbero causato altri arresti ad Anfo, Vestone e Vobarno. I cinque furono portati a Gargnano e consegnati al Comando delle SS ove vennero interrogati dalla Guardia Nazionale Repubblicana.  Il giorno dopo furono tradotti prima al Comando dei Battaglioni M e poi all’imbocco della prima galleria dopo Gargnano,  in località Casel de la Tor, per essere fucilati. L’unico ad esserlo fu Mario Boldini, gli altri quattro furono tradotti nelle carceri di Canton Mombello di Brescia.

## Il rifugio "Giorgio Pirlo" allo Spino
Dopo la nascita della sezione di Salò del Club Alpino Italiano avvenuta ufficialmente il 9 marzo 1963 i soci salodiani cominciarono a valutare la possibilità di avere un proprio rifugio nell’entroterra montano del Garda. Tra le varie possibilità si optò invece per la vecchia caserma della Regia Guardia di Finanza situata a poca distanza dal Passo dello Spino, non lontana dalla malga e dalla residenza signorile un tempo appartenuta alla famiglia Visintini di Toscolano Maderno, dove per molti anni era rimasto in funzione un roccolo detto appunto del Passo dello Spino.  L’ex caserma, situata nel territorio comunale di Toscolano Maderno, era poco più che un rudere ed era stata concessa al geom. Visentini di Gardone Riviera che, generosamente assecondò il progetto del CAI cedendo una parte del fabbricato ad un prezzo favorevole. L’ex caserma aveva funzionato negli anni in cui il confine tra Italia ed Impero Austro-Ungarico era poco distante verso la Val Vestino, inoltre aveva ospitato i militari durante la fortificazione della linea di difesa arretrata del monte Pizzocolo, Passo Spino, Passo della Fobiola avvenuta nel 1917. Questa scelta aveva un pregio, era vicina alla generosa fonte della “Mandra” che ancora oggi alimenta il rifugio e gli ex edifici Visintini, ora divenuti proprietà dell’ERSAF Lombardia. Inoltre l'ex caserma si poteva raggiungere da molte direzioni: da S.Michele di Gardone Riviera, da Toscolano Maderno e dalla Degagna di Vobarno. I lavori di ristrutturazione iniziarono nel 1964 e durarono fino al 1967, l’inaugurazione avvenne domenica 11 giugno 1967 e il rifugio fu dedicato alla memoria del tenente medico Giorgio Pirlo di Salò, caduto in Grecia durante la Seconda Guerra Mondiale.

## Accessi
Vari gli itinerari di accesso alla vetta del monte:
- da Toscolano Maderno, sulla S.S. 45 bis, si seguono le indicazioni per Sanico, e di qui per strada ripida di 4,3 km si sale in auto fino alla chiesetta di S. Urbano 872 m (piccolo parcheggio) per poi proseguire a piedi al Passo dello Spino e al rifugio Pirlo; da qui parte il sentiero per la vetta seguendo per tracce il sentiero n.4, si sale rapidamente a zig-zag un pendio erboso e piegando a sinistra si continua a salire tra erba e piante rade fino ad un anticima. Si prosegue avanzando lungo la sua facile crestina e si giunge ad una seconda elevazione ove si vede un monumento composto da una picozza, un'aquila d´oro e una madonnina bianca collocati su un treppiede sopra ad un masso, la cima del Monte Spino.
- da Toscolano Maderno il percorso più facile per raggiungere il Rifugio Pirlo allo Spino parte dalla frazione di Gaino. Da Gaino si prosegue in auto fino al ponticello delle Camerate che si attraversa. La strada prosegue in salita con fondo sconnesso fino alla località Palazzo di Archesane (816 m. slm), dove si lascia l'auto e si prosegue a piedi attraverso il Passo dello Spino al Rifugio Pirlo; da qui per il sentiero n.4 alla vetta del Monte.
- dalla frazione di Cecino a Vobarno percorrendo il difficile CAI 29 si raggiunge il Buco del Gatto sulla cresta della Marmera, poi l'ascesa continua fino al monte Spino.
- da San Michele di Gardone Riviera, il percorso inizia in località Verghere, nella Valle di Sur, risale il torrente Barbarano fino a Cascina Gemelle, dove con tre alternative (ferrata, diretta, mulattiera), si sale Spino fino al rifugio Pirlo. Dal rifugio parte il sentiero n. 4 per il Monte Spino.

## Galleria d'immagini

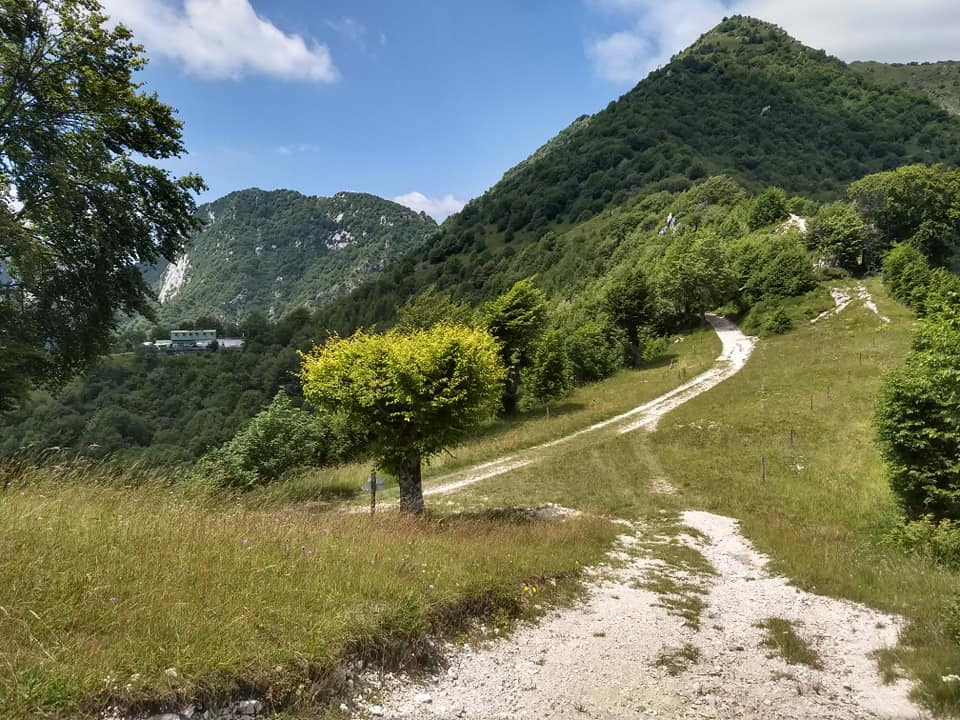
Monte Spino da località Pasàa
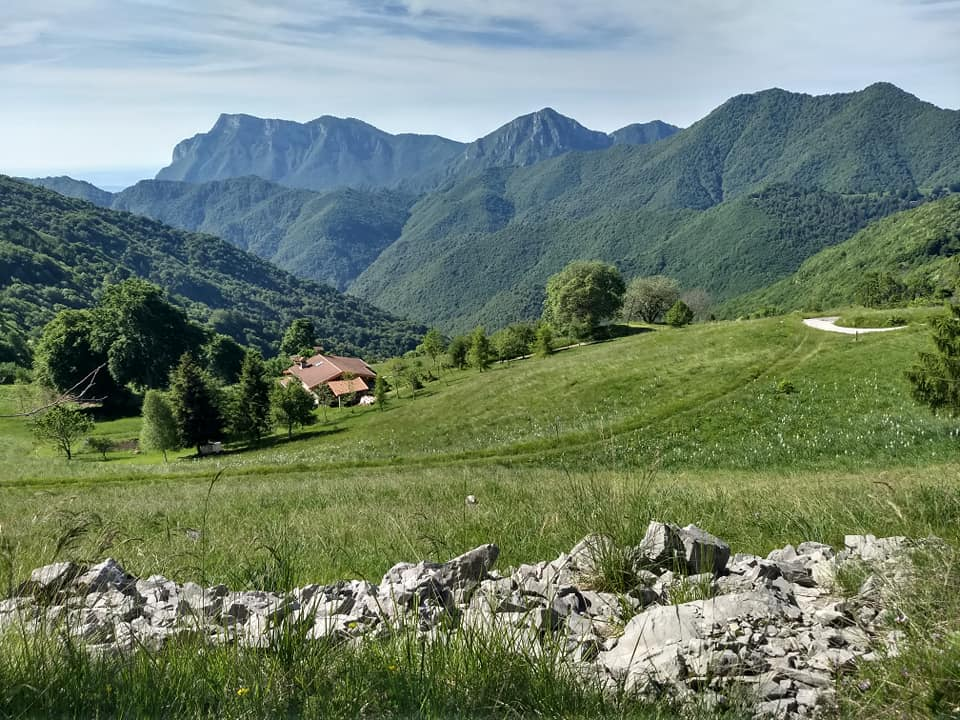
Monte Pizzocolo e alla destra il monte Spino ripresi da monte Carzen
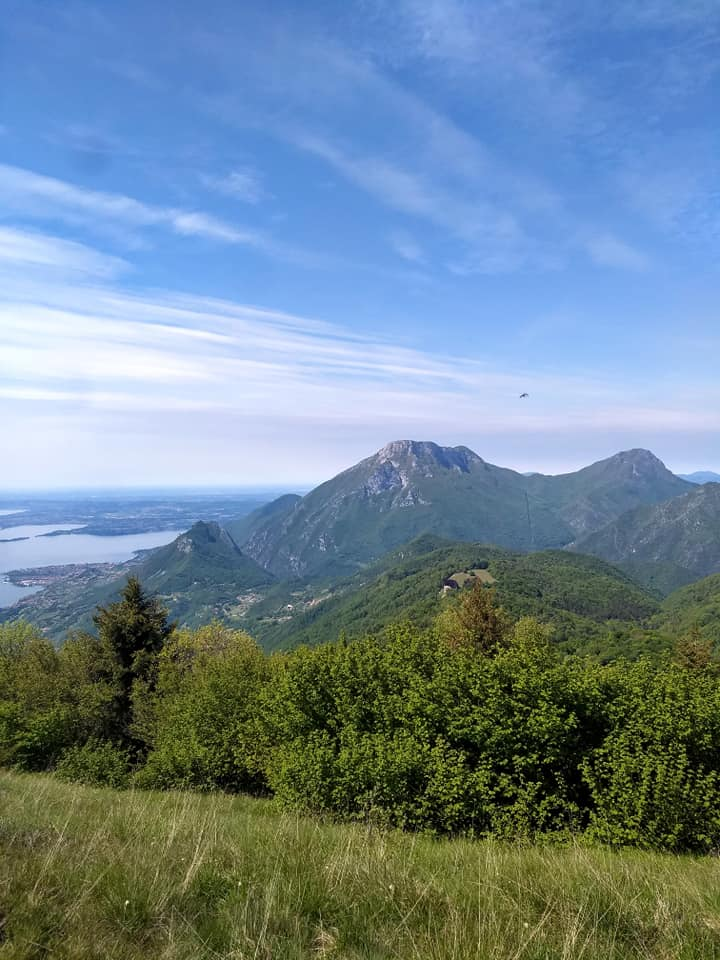
Da sinistra in basso il Monte Castello di Gaino, al centro monte Pizzocolo e a destra il monte Spino